# Airbus H145

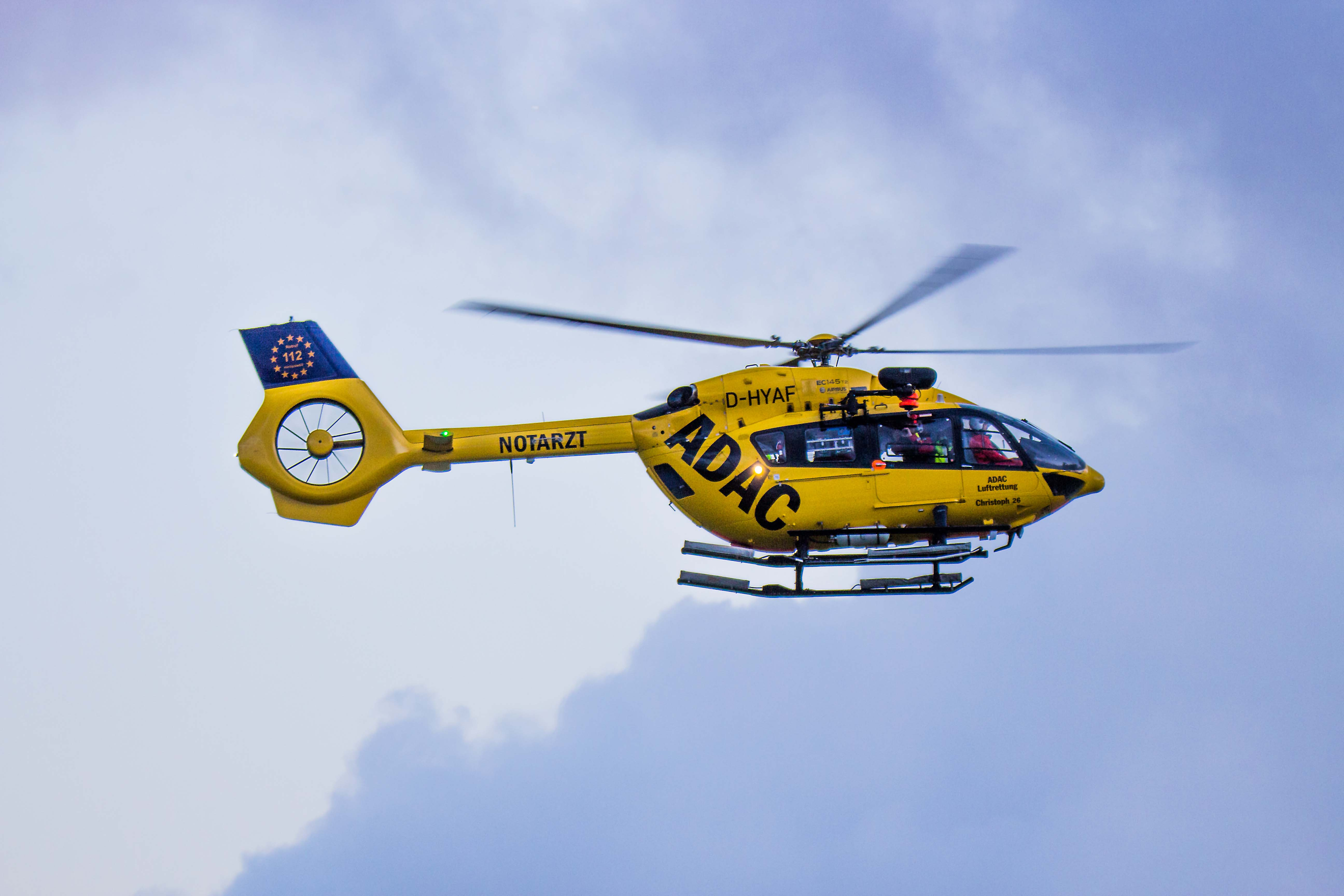
H145 (D-HYAF) 'Air Ambulance' "Christoph 26" van de ADAC

De Airbus H145 is een tweemotorig lichte utility helikopter, gebouwd door Airbus Helicopters. Hij wordt aangeboden op de civiele, regeringsgerelateerde en militaire markt. Tot 2000, toen Eurocopter onderdeel werd van de Airbus Group, werd het toestel verkocht als Eurocopter EC-145.
De EC145 was gebaseerd op de MBB BK117. MBB en het ontwerp werden overgenomen door Eurocopter.
De nieuwste modellen maken gebruik van een 'Fenestron'-staartrotorsysteem. In tegenstelling tot een gewone staartrotor zijn bij dit systeem de rotorbladen van de staartrotor opgenomen in de staart van het toestel, waardoor de risico's op een ongeluk significant kleiner worden.

## Gebruik door overheid en hulpverleningsinstanties

### Politie
De Franse Gendarmerie en de 'Landespolizei (Staatspolitie) van Hessen (Duitsland) waren in 2002 de eerste gebruikers van de H145. De Fransen kochten de H145 als vervanging voor de verouderde Aérospatiale Alouette III's.

### Medische diensten
Een 'gemodificeerde' versie van de EC145 wordt door meerdere instanties gebruikt. Hij biedt plaats aan een piloot, een brancard en medisch personeel, bv een (trauma-)arts en/of een verpleegkundige. Het toestel is uitgerust met allerhande medische voorzieningen. Het is in feite een vliegende ambulance. Verder heeft de EC145 ook een lierinstallatie, zodat ook moeilijk bereikbare patiënten in de helikopter gehesen kunnen worden, bijvoorbeeld in de bergen.

#### Air Ambulance Nederland
In Nederland heeft het Mobiel Medisch Team naast zes  Eurocopter EC135-traumahelikopters ook twee EC-145 T2’s in gebruik als ‘Air Ambulance’. Deze hebben de registraties PH-OOP en PH-HOW. Ze worden gebruikt voor patiëntenvervoer vanaf de Waddeneilanden. Eén toestel staat paraat op vliegbasis Leeuwarden en het tweede is reserve en staat  op vliegbasis Leeuwarden of op Lelystad Airport.
De EC-145 Air Ambulance is een slag groter dan de traumahelikopters van het type Eurocopter EC135. Reden hiervoor is dat de traumahelikopters alleen in uitzonderlijke gevallen patiënten vervoeren in tegenstelling tot de Air Ambulance die veel vaker een patiënt zal vervoeren.
De Air Ambulance is ingericht als een normale ambulance en is een vliegende eerstehulpafdeling, waar na het stellen van een diagnose direct met de behandeling gestart kan worden.
Naast een patiënt op een brancard kan er ook één familielid worden meegenomen.
De bemanning van de Air Ambulance bestaat uit een team van drie personen, een piloot, een navigator en een verpleegkundige. De navigator is een ambulancechauffeur die tevens is opgeleid tot navigator op een helikopter. De verpleegkundige is ook extra bijgeschoold. De navigator en de verpleegkundige worden 60% van de tijd ingezet voor diensten op de helikopter en de resterende 40% als chauffeur en verpleegkundige op de gewone ambulance.
De Air Ambulance wordt ingezet voor het vervoer van patiënten vanaf de Waddeneilanden naar een ziekenhuis op de vaste wal, zoals de Luchtmacht dat voorheen deed met de SAR-helikopters.:p395
Daarnaast zal de Air Ambulance ook worden ingezet bij een reanimatie op een van de eilanden.
Sinds februari 2017 is Air Ambulance ook ’s nachts inzetbaar.

## Militair gebruik
De H145 werd op 30 juni 2006 uitgeroepen tot winnaar van het aanbestedingsprogramma voor een lichte helikopter (LUH) van het Amerikaanse leger. Dat heeft een order geplaatst van 322 helikopters, welke aangeduid worden als UH-72 Lakota. De naam Lakota is zoals bij veel Amerikaanse legerhelikopters de naam van een Amerikaanse indianenstam.
Een andere militaire versie van de H145, de H145M, wordt gebruikt door de strijdkrachten van Albanië, Bolivia, Duitsland, Hongarije,Kazachstan, Servië, Thailand en Turkmenistan.
Het Luxemburgs leger en politie nam in 2019 twee H145M-toestellen in gebruik.

## Galerij

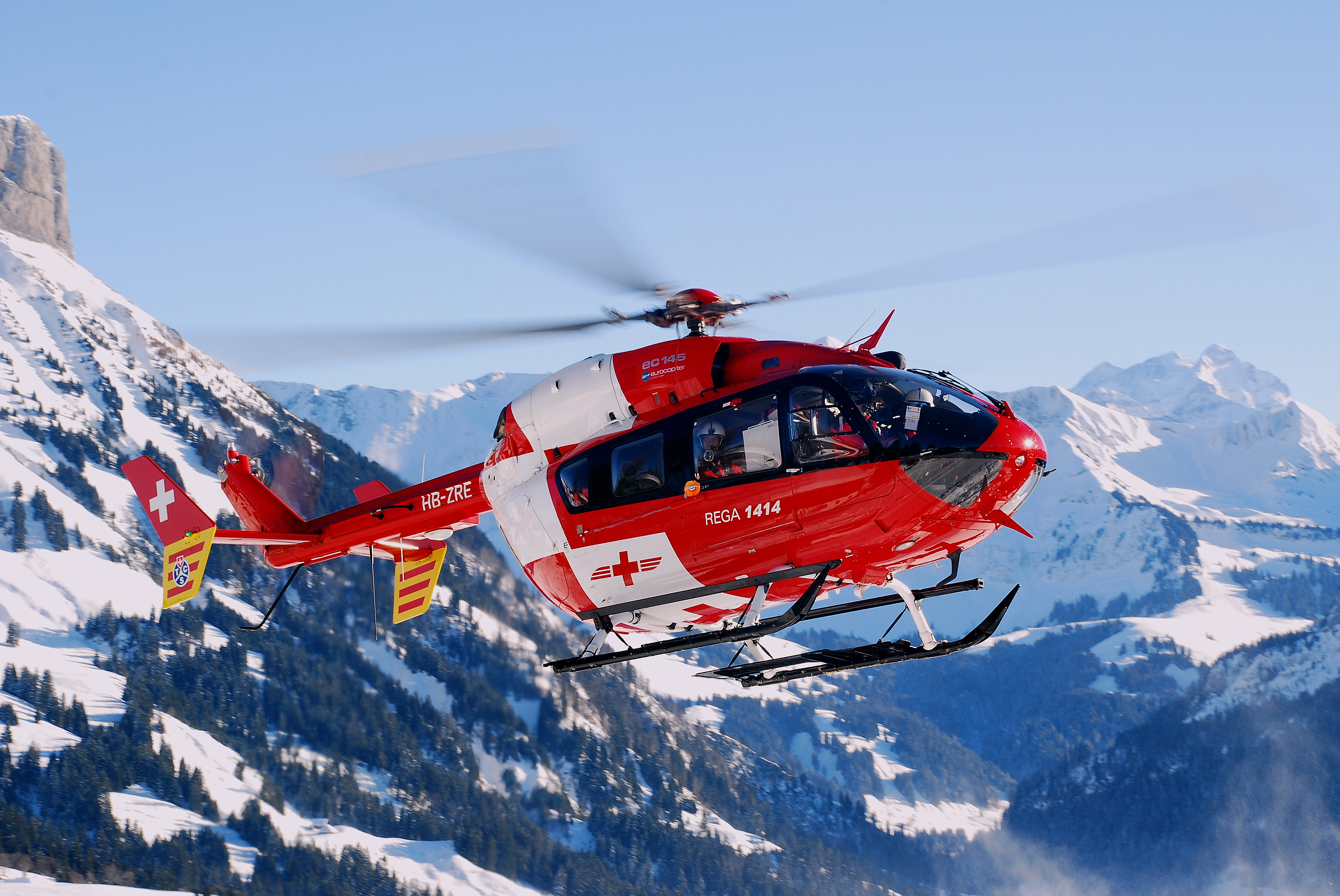
Eurocopter EC 145 van de Rega air rescue service
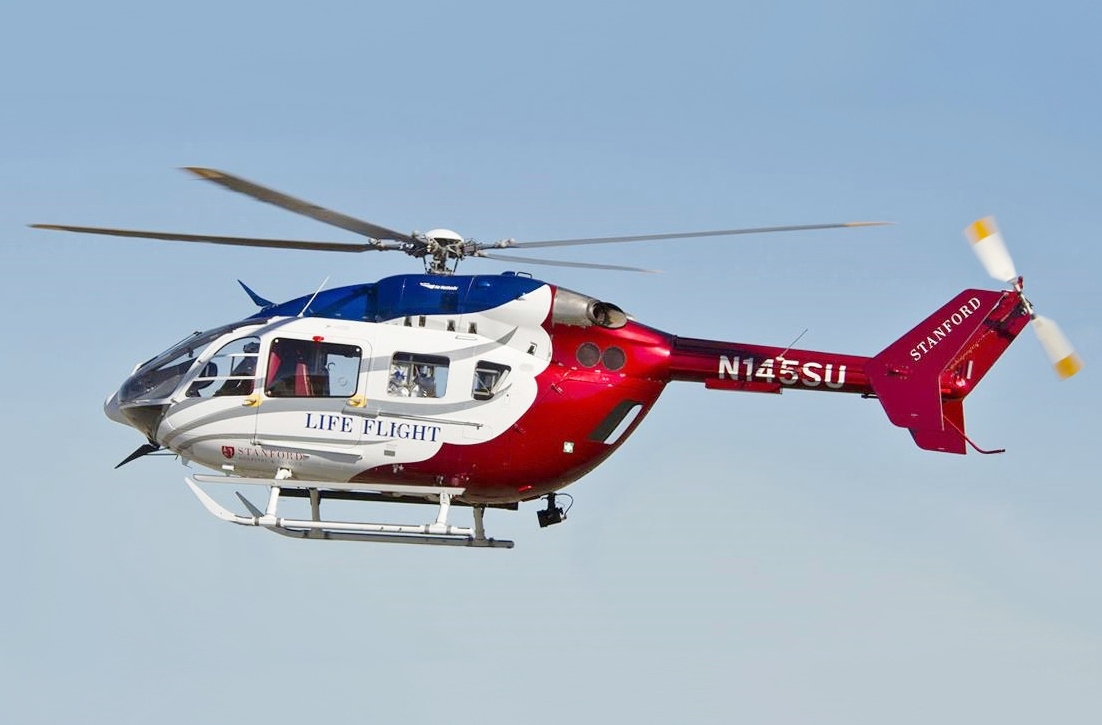
EC-145 van Medical Center Stanford California, USA
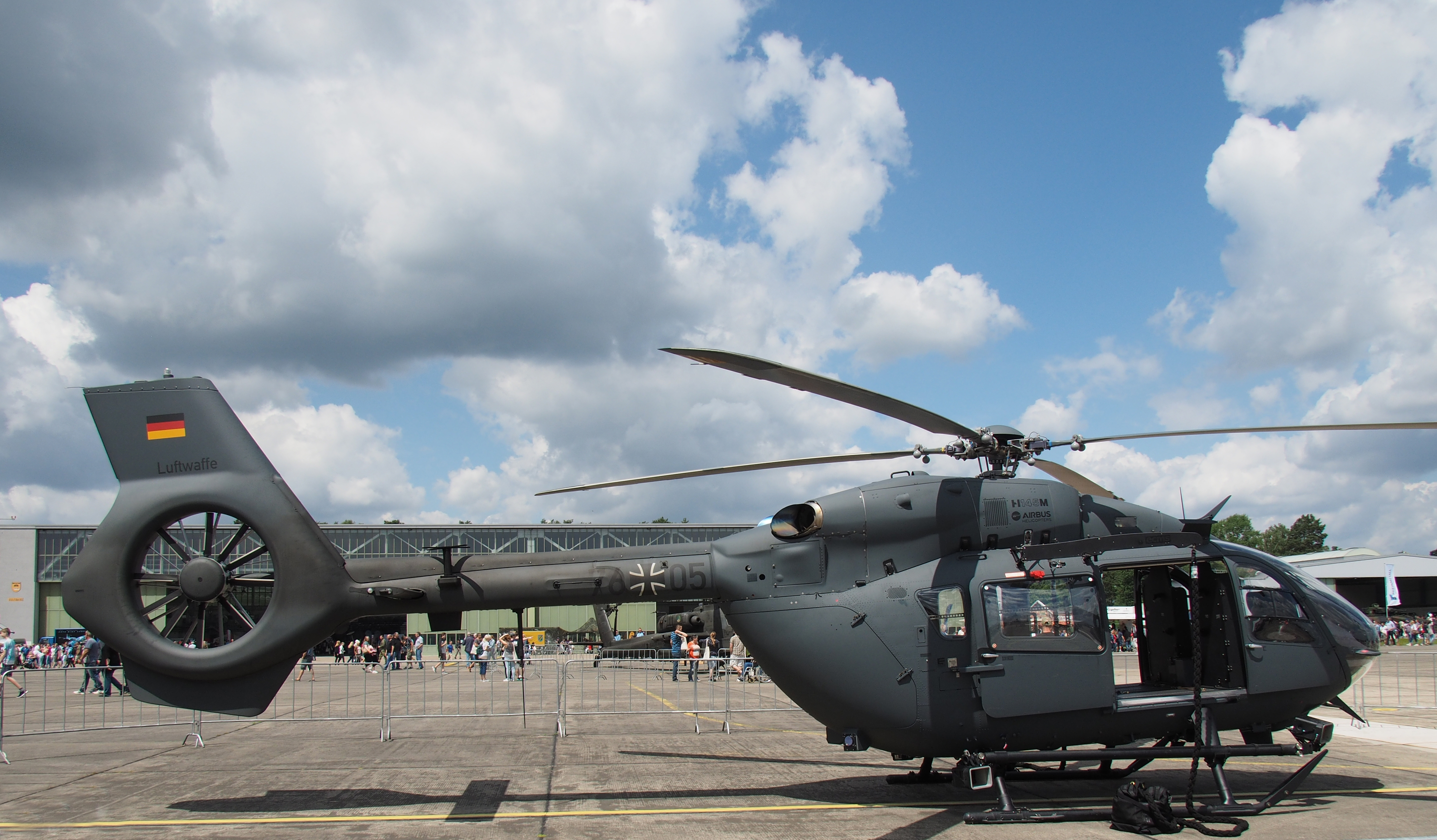
H145M voor Special Operations van de Duitse Luftwaffe
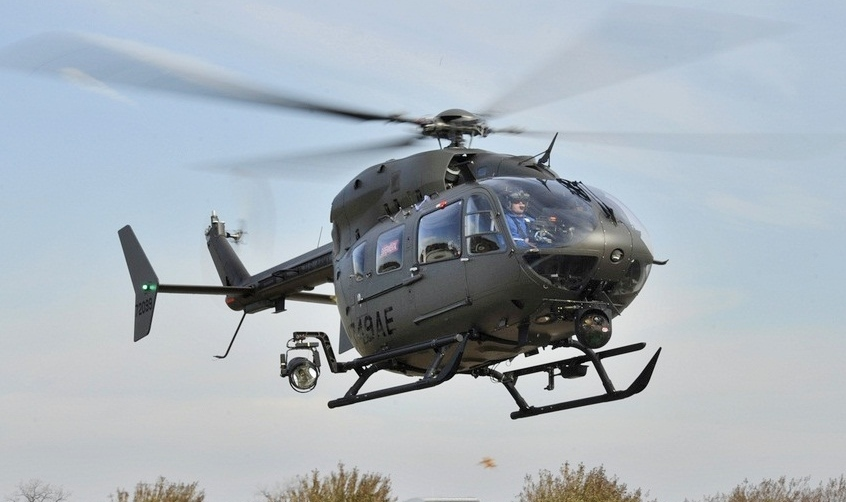
UH-72 Lakota van de US Army landt bij het Pentagon in Washington D.C.
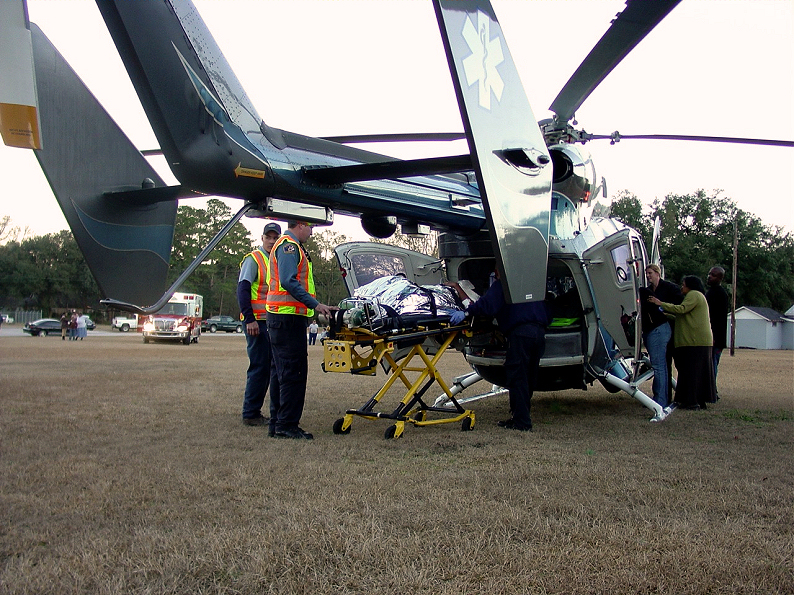
Achteraanzicht van een EC145. De deuren die toegang geven tot de laadruimte zijn goed te zien
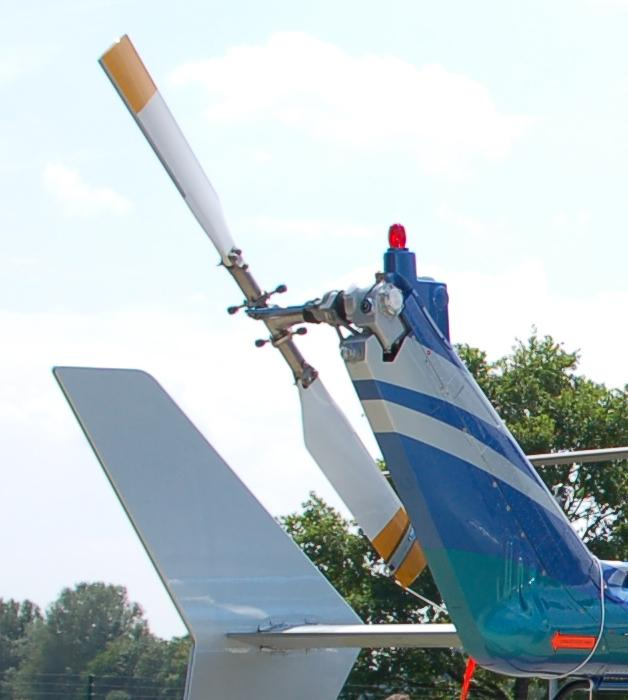
Closeup van de oude staartrotor van een EC145. Bij latere modellen wordt een stiller staartrotorsysteem gebruikt